# Poseidon-Pass
Der Poseidon-Pass ist ein 375 m hoher Gebirgspass an der Wilkins-Küste des Palmerlands im Südteil der Antarktischen Halbinsel. Er führt zwischen Kap Keeler und Kap Mayo vom Revelle Inlet über die Hollick-Kenyon-Halbinsel zum Kopfende des Bowman Inlet.
Luftaufnahmen vom Pass entstanden 1947 bei der US-amerikanischen Ronne Antarctic Research Expedition (1947–1948). Im November 1947 nahm der Falkland Islands Dependencies Survey (FIDS) eine Vermessung vor. Die auf der Stonington-Insel stationierte geologische Mannschaft des FIDS wählte den Pass 1960 für eine Schlittenexkursion. Das UK Antarctic Place-Names Committee benannte ihn nach Poseidon, dem Gott des Meeres aus der griechischen Mythologie.